# Lietavská Svinná-Babkov
Lietavská Svinná-Babkov je obec v okrese Žilina na Slovensku. V roce 2011 zde žilo 1 626 obyvatel. Obec vznikla administrativním spojením Lietavskej Svinnej, Kňazovej Lehoty a Babkova.

## Dějiny
První písemná zmínka o obci Lietavská Svinná je z roku 1393, kdy podléhala panství Lietavského hradu. Kňazova Lehota se vzpomíná také od roku 1393 a s Lietavskou Svinnou se administrativně spojila v roce 1907. V témže roce se zmiňuje i Babkov, který se s Lietavskou Svinnou spojil v roce 1981.